# 西南馬里昂鎮區 (密蘇里州波爾克縣)
西南馬里昂鎮區（英語：Southwest Marion Township）是位於美國密蘇里州波爾克縣的一個行政鎮區。

## 地方資料
西南馬里昂鎮區的面積為64.23平方千米，當中陸地面積為63.95平方千米，而水域面積為0.27平方千米。根據2020年美國人口普查的數據，當地共有人口3893人，而人口密度為每平方千米60.61人。